# Douglas (Arizona)
Douglas es una ciudad ubicada en el condado de Cochise en el estado estadounidense de Arizona, que limita con la ciudad mexicana de Heroica Agua Prieta en el estado de Sonora. La ciudad tomó el nombre del ingeniero y empresario minero canadiense y pionero minero en la zona James W. Douglas (1837 - 1918) quien en 1905 se incorporó a las actividades mineras en la zona.
En el censo de 2010 tenía una población de 17 378 habitantes y una densidad poblacional de 672,18 personas por km².

## Geografía
Douglas se encuentra ubicada en las coordenadas 31°23′57″N 109°32′29″O / 31.39917, -109.54139. Según la Oficina del Censo de los Estados Unidos, Douglas tiene una superficie total de 25,85 km², de la cual 25,85 km² corresponden a tierra firme y (0,01%) 0 km² es agua.

## Historia
A la zona llegaron los conquistadores españoles en 1776 al presidio de San Bernardino, a unas pocas millas del actual Douglas, mismo que fue abandonado 54 años después. Douglas está ubicado en una zona cuprífera y minas de cobre, por lo cual ahí se instaló una fundición para tratar los minerales de la vecina ciudad de Bisbee Arizona. Dos fundiciones operaron en la ciudad: Calumet and Arizona Company se construyó en 1902; Cooper Queen operó desde 1904 hasta 1931, cuando posteriormente ambas fueron operadas por la Phelps Dodge Corp, que la huelga de 1983 interrumpió las operaciones, las cancelaron en 1987 y desmontaron en 1991. Pancho Villa amenazó con sitiar la ciudad en 1916.

## Demografía
Según el censo de 2010, había 17.378 personas residiendo en Douglas. La densidad de población era de 672,18 hab./km². De los 17.378 habitantes, Douglas estaba compuesto por el 68,18% blancos, el 2,78% eran afroamericanos, el 1,7% eran amerindios, el 0,47% eran asiáticos, el 0,06% eran isleños del Pacífico, el 24,21% eran de otras razas y el 2,6% pertenecían a dos o más razas. Del total de la población el 82,59% eran hispanos o latinos de cualquier raza.